# Eduard Cronin
Edward Cronin (Cork, Irlanda, 1 de febrer de 1801 - Brixton, 1882) va ser un dels pioners de l'homeopatia a Anglaterra i un dels fundadors del moviment dels Germans de Plymouth.

## Biografia
Des 1826 va residir a Dublín on es va traslladar per raons de salut. Va estudiar medicina a l'Hospital Meath Hospital. Posteriorment va utilitzar els seus coneixements mèdics amb Anthony Norris Groves 'missioner a Bagdad. Després de la mort de la seva esposa l'any 1829, Cronin va viatjar amb Groves per donar assistència mèdica als malalts, entre ells, a les víctimes de plagues. A Pèrsia i després a l'Índia va tractar el mal del còlera i el tifus usant principis homeopàtics.
Va tornar a Anglaterra en 1836, on va practicar la medicina homeopàtica, arribant a ser el primer en el país a establir-se com homeòpata i després va ser membre fundador de l'Associació Homeopàtica Britànica. En 1858 va ser l'últim a rebre el grau de medicina Lambeth MD, abolit per la llei mèdica del mateix any. Cronin va tornar a casar-se i es va establir a Brixton on va residir fins a la seva mort el 1882.
El seu fill gran, Eugene Cronin, també practicà l'homeopatia i un altre dels seus fills va ser dentista honorari de l'Hospital Homeopàtic de Londres

## Religió
Originalment catòlic, a Dublín participar de les reunions de diversos grups dissidents. Amb altres cristians amics com Anthony Norris Groves, George Müller, John Gifford Bellet i John Nelson Darby van considerar que el clergat era innecessari i no es corresponia amb la Bíblia, van crear la teologia dispensacionalista i van fundar el moviment dels Germans de Plymouth.